# Hughes Bluff
Das Hughes Bluff ist ein markantes und 310 m hohes Kliff aus Fels und Eis an der Scott-Küste des ostantarktischen Viktorialands. Es ragt 10 km westlich des Kap Reynolds an der Südflanke des David-Gletschers auf.
Der United States Geological Survey kartierte es anhand eigener Vermessungen und Luftaufnahmen der United States Navy aus den Jahren von 1957 bis 1962. Das Advisory Committee on Antarctic Names benannte es 1968 nach Garrett A. Hughes, der 1966 im Rahmen des United States Antarctic Research Program auf der McMurdo-Station Studien zur kosmischen Strahlung betrieben hatte.